# Baboleno
Baboleno, o anche Babolin, Babolinus o Babolein (... – 660/670), è stato un abate francese.
Fu il primo abate dell'abbazia di Saint-Maur, vicino a Parigi. È venerato come santo e la sua memoria liturgica cade il 26 giugno.

## Biografia
Il 20 maggio 624 raccolse, insieme a Rauracus, vescovo di Nevers, l'ultimo respiro di Austregesilio di Bourges, vescovo della città di Bourges e proclamato poi santo. Era stato monaco presso l'Abbazia di Luxeuil e discepolo di San Colombano. Nel 639 un diacono di Parigi di nome Blidegisilo ottenne dalla regina Nantechilde, vedova di Dagoberto I e reggente del regno per conto del figlio Clodoveo, la donazione dell'ansa della Marna ove attualmente si trova il comune di Saint-Maur-des-Fossés per edificarvi un monastero. La chiesa è dedicata alla Vergine e ai santi Pietro e Paolo. Dal 9 maggio 641 Baboleno è citato come primo abate ed egli introdusse una regola mista] nel monastero che prese il nome di « Fossatus » o « Saint-Pierre-du-Fossé », dalla configurazione del terreno. Il 15 maggio 643 la comunità ottenne da Audoberto, vescovo di Parigi (643-650), il diritto di eleggere il proprio abate e il 27 aprile 658 Clotario III la pose sotto la propria protezione.
Baboleno vi morì tra il 660 e il 670 dopo aver designato un certo Ambroisio come successore. La cappella di Notre-Dame des Miracles, le cui rovine sono ancora visibili nel Parco dell'Abbazia, segna secondo la tradizione la posizione della chiesa originaria nella quale fu inumato Baboleno.

## Memoria
La Vita sancti Baboleni fu scritta tra il 1058 e il 1067 da un anonimo monaco dell'Abbazia di Saint-Maur. Il testo originale di quest'opera agiografica è andato perduto e non lo si conosce che da una copia del XII secolo conservata a Troyes e da due manoscritti del XIII secolo. È in questo testo che compaiono le antiche leggende dell'Abbazia, di cui quella dei Bagaudi trincerati nel castrum bagaudarum, costruito da Cesare sulla collina del vecchio Saint-Maur, e che sarebbero stati massacrati nel III secolo. «Nonostante qualche rara verosimiglianza non se ne trova infine alcuna base nel racconto romanzato dell'assedio dei Bagaudi composto nell'XI secolo.».